# Graham Leonard
Graham Douglas Leonard (1921. május 8. – 2010. január 6.) angol pap. Canterbury érseke volt, de később áttért a római katolikus vallásra.
Leonardnak három püspöki szolgálati helye volt az angol egyházon belül. Először London Willesdden kerületében volt segédpüspök, 1973 és 1981 között Truro püspökeként szolgált, majd 1981 és 1991 között London püspöke volt. Ebben a posztjában a királyi kápolna esperese is volt, s emiatt megkapta a Viktória Rend lovagja címet.
Mivel napvilágot látott kritikája, melyben az anglikán egyházon belül a nők pappá szentelését kritizálta, Leonard elhagyta Anglia egyházát, hogy római katolikusként folytassa munkáját. A pápai felmentést követően 1994-ben lelkészi állást kapott új egyházában. Később főpappá nevezték ki, majd II. János Pál pápa címzetes főpappá nevezte ki. Leonard atya nős, két gyermek apja.

## Külső hivatkozások
- London volt anglikán püspöke elmondja, miért lett katolikus
- Truro püspökeinek fényképei